# Francesc Llobet Arnan
Francesc Llobet Arnan (Granollers, 1924 - 2012) va ser el darrer alcalde de Granollers abans de la democràcia. Exercí el càrrec de 1963 a 1979 i durant el seu govern la ciutat va experimentar un important creixement urbanístic i de construcció de nous equipaments. Malgrat els seus orígens vinculats al falangisme, és recordat com un alcalde obert al diàleg amb l'oposició i que es va saber adaptar las canvis propis de la transició. També va ser president del Casino de Granollers.
Durant uns mesos de l'any 1977 també fou president de la Diputació de Barcelona, en substitució de Joan Antoni Samaranch.

## Biografia
EL seu pare era el veterinari municipal de Granollers i ell va seguir l'ofici exercint-lo a la mateixa ciutat com a director del Centre d'Inseminació Artificial de Ramaderia i director tècnic de l'Agrupació Provincial de Criadors de Bestiar Selecte arribant a ser molt conegut entre els granollerins per l'exercici de la seva professió i per les activitats esportives en les quals també destacà. Així, obtingué el rècord de Catalunya de llançament i la medalla del mèrit atlètic de la Federació Catalana d'Atletisme.
Va formar part del Frente de Juventudes i de la Centuria Ramiro Ledesma, i fou un convençut militant de FET y de las JONS. El 1958 va entrar a l'Ajuntament de Granollers com a home de confiança de l'alcalde Carles Font i Llopart. Va tenir importants desavinences amb el següent alcalde, Joaquim Trullàs, a qui va substituir a partir del maig de 1963. Va exercir l'alcaldia fins al 1979 en que va traspassar els poders al primer alcalde escollit democràticament després del franquisme, Rafael Ballús.
Durant el seu mandat continuà la fidelitat al règim en una línia semblant a la de Font i Llopart, per bé que amb un tarannà dialogant i, per tant, molt diferent del d'aquell. Va mantenir la línia de creixement urbanístic de la ciutat urbanitzant el carrer de Girona i inaugurant la nova estació de la línia de França. Va fer enderrocar l'antiga caserna per a construir-hi el mercat de Sant Carles i es va edificar l'ambulatori a l'espai de l'antiga casa Molina, Van obrir-se les piscines descobertes i l'Institut Mixt de Segon Ensenyament al carrer Roger de Flor. El servei d'abastament d'aigües va ser traspassat a l'empresa Sorea i s'inaugurà el parcTorras Villà al lloc que havia ocupat l'antiga estació.
Va municipalitzar l'antiga seu de la Unió Liberal, ocupada per la Falange, que va ser enderrocada per a construir-hi el nou estatge del Museu de Granollers.
Va haver de fer front a situacions força compromeses fruit dels canvis polítics de l'època. com els recitals dels membres de la Nova Cançó Catalana, la creació del Teatre de l'Associació Cultural (TAC) i dels Premis Granollers de Teatre, les activitats de l'Assemblea de Catalunya i les diverses manifestacions que tingueren lloc al final del franquisme i durant els primers anys de la transició.
Des de 1958 també va ser diputat provincial (primer nomenat pel ministre de la Governació en representació d'Entitats i des del 1964 nomenat en ésser batlle de Granollers, cap del partit judicial). El 25 de febrer de 1977 fou nomenat vicepresident de la Corporació i, quan Samaranch fou nomenat ambaixador a l'URSS, va exercir de president de la Diputació de Barcelona del 16 de juliol al 24 d'octubre de 1977.